# 장성중학교 (경기)
장성중학교(長城中學校)는 대한민국 경기도 고양시 일산서구 대화동에 있는 공립 중학교이다.

## 학교 연혁
- 1994. 11. 1 장성중학교 설립 인가
- 1995. 3. 1 초대 안동옥 교장 취임
- 1995. 3. 2 신입생 입학식(1학급, 27명)
- 1996. 2. 15 제1회 졸업식(2학급, 59명)
- 1999. 9. 1 제2대 한신진 교장 취임
- 2001. 9. 1 제3대 박희용 교장 취임
- 2005. 3. 1 제4대 박영만 교장 취임
- 2008. 3. 1 제5대 조정행 교장 취임
- 2012. 3. 1 제6대 최홍규 교장 취임
- 2014. 2. 13 제19회 졸업식(11학급 384명, 총 7,402명)
- 2014. 3. 3 제20회 입학식(7학급 254명)
- 2015. 2. 13 제20회 졸업식(9학급 314명, 총 7716명)
- 2015. 3. 2 제21회 입학식(6학급 198명)
- 2016.09.01 제7대 박금수 교장 취임
- 2021.03.01 제8대 이선오 교장 취임
- 2022. 3. 2 제28회 입합식 (5학급 136명)
- 2024.01.08 제29회 졸업식(7학급 176명)
- 2024.03.01 제9대 민혜경 교장 취임
- 2024.12.26 제30회 졸업식(5학급 135명)
- 2025.03.04 제31회 입학식(4학급 116명)

## 참고 자료
- 장성중학교 - 한국교육학술정보원 학교알리미